# William Malcolm

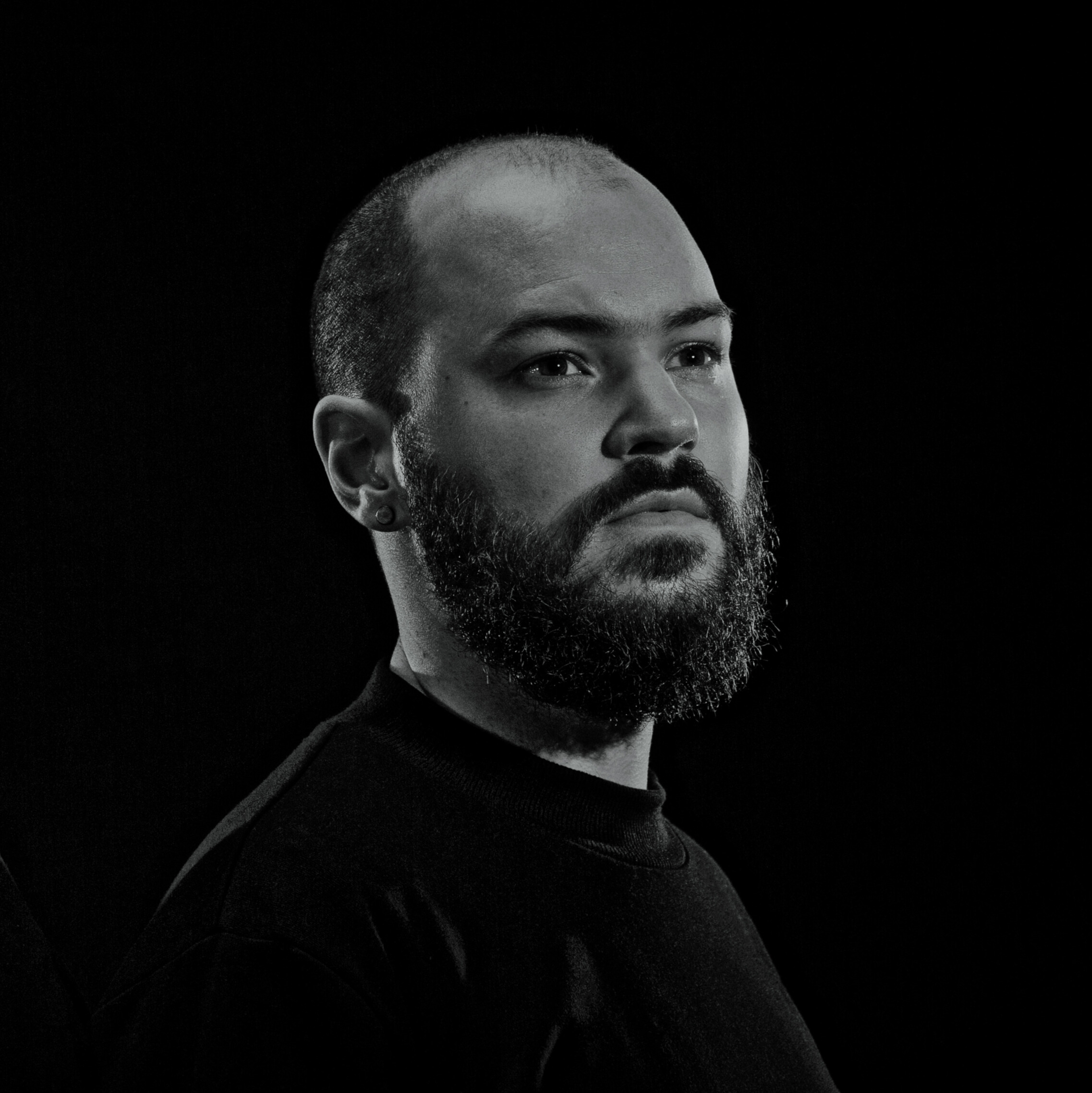
William Malcolm

William Malcolm (ur. 20 stycznia 1987 r.), znany pod pseudonimami scenicznymi NIGHTRUN87 i Vacos Malcolm - niezależny amerykańsko-brytyjski muzyk, piosenkarz, autor tekstów, producent i kompozytor mieszkający obecnie w Polsce.

## Biografia
Jako dziecko William wykazywał talent muzyczny i rozpoczął naukę gry na pianinie w wieku czterech lat. W 1994 roku wraz z rodzicami i bratem przeprowadził się do Polski. Obecnie mieszka z swoją żoną i córką w Gdańsku. W latach 2006–2011 był członkiem punkrockowego zespołu Timmy and the Drugs, który nagrał 4 albumy. W 2011 roku był finalistą pierwszego sezonu polskiego talent show X-Factor. W latach 2009–2017 występował na żywo wraz ze swoim przyjacielem Łukaszem Zielińskim jako duet Vacos i Billy Savage. Współpraca ta przekształciła się później w projekt muzyczny o nazwie Vacos Malcolm, który wydał jeden album i wiele singli od 2018 do chwili obecnej.
W 2013 roku, pod opieką Anny Domżalskiej, uzyskał tytuł magistra muzyki na Akademii Muzycznej w Gdańsku.
Od 2015 roku nagrywa i występuje pod szyldem NIGHTRUN87. Wydał do tej pory dwanaście albumów. Zajmował się również aktorstwem głosowym, komponowaniem muzyki i inżynierią dźwięku w grach wideo, filmach krótkometrażowych i reklamach komercyjnych. Od 2018 roku prowadzi popkulturowy podcast Nightslime, w którym wraz z Jarkiem Kowalem recenzuje komiksy i filmy. Od 2023 r. jest współwłaścicielem niezależnej wytwórni płytowej Iskra Cassettes, która wydaje muzykę wyłącznie na kasetach magnetofonowych.

## Dyskografia

### NIGHTRUN87
Albumy studyjne
- Nightrun (2015)
- Starships (2016)
- The Destroyers Are Coming (2018)
- Nightwolf: Survive The Megadome (2018) (Official Video Game Soundtrack)[15]
- Punch Pop (2021)

Albumy koncertowe
- A Night at the Radio (2020)
- A Night at the Church (2020)

EP-ki
- Video Girl (2016)
- Planet Love (z FAVORIT89) (2020)
- Prest Rozez (2020)
- Ninja Tango Mortale (2021) (Official Soundtrack)[16]
- The Dracul Affair - Part I - Last Sunshine (2023)

Single
- Into the Mountains (wydany na Future City Records[17] Compilation Volume VII) (2015)
- The Destroyers Are Coming (2017)
- Nightwolf (2018)
- Leftover Love (2018)
- Sonny (wydany na Dream Electric Records III compilation vinyl[18]) (2020)
- Starships II (2021)
- Ninja Tango (2021)
- Atalanta Rift (2021)
- Doom Asylum (2021)
- Journey to the Stars (wydany na Dream Electric Records IV compilation vinyl[19]) (2023)
- Last Sunshine (2023)
- My Everything is You (2023)
- For the Dead Travel Fast (2023)
- The Bond (2023)
- The Bond (Lyrical Love Version) (2023)
- Escape From New York [feat. Wave Orchestra] (2024)
- Hold Me, Thrill Me, Kiss Me, Kill Me [feat. Wave Orchestra] (2024)
- No Ghost (2024)
- Poroża (2024)

Współprace
- Bocuma - M-Brain Theory (NIGHTRUN87 remix) (2016)
- unTILL BEN - Kiss or Kill Me (NIGHTRUN87 remix) (2017)
- FAVORIT89 - Kids (feat. NIGHTRUN87) (2017)
- FAVORIT89 - Put on Your Mask (feat. NIGHTRUN87) (2018)
- ROSK - Remanents (NIGHTRUN87 remix) (2020)

### Vacos Malcolm
Albumy studyjne
- No Dignity (2021)

Single
- No Dignity (2021)
- Orbital Romance (2021)
- Running Up That Hill (remix) (2022)
- Son of Wolf (2022)
- The Midas Formula (2022)
- The First Church of Roxbury (2023)
- Inspector Horse (2023)